# Premier Guitar
A Premier Guitar egy havonta megjelenő, gitárosokról szóló zenei magazin. Eredeti interjúkat, albumkritikákat, készülékleírásokat, gitár és basszusgitár tabulatúrákat (havonta megközelítőleg ötöt) tartalmaz.
A magazin 2007 júliusában debütált. 10 éves történelmében a rockzene legbefolyásosabb gitárosaival készítettek interjút, például: Pete Townshend (The Who), Ron Wood (Rolling Stones), Joe Perry (Aerosmith), Guthrie Govan, Brent Hinds és Bill Kelliher (Mastodon), Dave Mustaine és Chris Broderick (Megadeth) és Yuri Landman.

## Külső hivatkozások
- Hivatalos weboldal